# División de Honor de bádminton 2019-20
La temporada 2019-20 fue la 33.ª edición de la División de Honor de bádminton en España, máxima categoría de este deporte en el país, organizada por la Federación Española de Bádminton.

## Equipos participantes
| Equipo                     | Ciudad       | Recinto                          |
| -------------------------- | ------------ | -------------------------------- |
| IES La Orden               | Huelva       | Polideportivo Andrés Estrada     |
| Club Bádminton Rinconada   | La Rinconada | Pabellón Fernando Martín         |
| Club Bádminton Oviedo      | Oviedo       | Polideportivo Corredoria Arena   |
| Club Badminton Pitiús      | Ibiza        | Polideportivo Insular Blancadona |
| Club Bádminton Benalmádena | Benalmádena  | Polideportivo Arroyo de la Miel  |
| CB Arjonilla               | Arjonilla    | Pabellón Municipal de Arjonilla  |
| CB Alicante                | Alicante     | Pabellón Pedro Ferrándiz         |
| CB San Fernando            | Valencia     | Pabellón Fuensanta               |

## Clasificación
|                                                                     | Equipo                               | Puntos | J  | G  | P  | PG | PP | JF  | JC  | PF   | PC   |
| ------------------------------------------------------------------- | ------------------------------------ | ------ | -- | -- | -- | -- | -- | --- | --- | ---- | ---- |
| 1                                                                   | IES La Orden                         | 36     | 14 | 12 | 2  | 69 | 29 | 149 | 72  | 4220 | 3468 |
| 2                                                                   | Club Bádminton Rinconada             | 33     | 14 | 11 | 3  | 64 | 34 | 139 | 90  | 4285 | 3946 |
| 3                                                                   | Ovida Bádminton Oviedo               | 30     | 14 | 10 | 4  | 66 | 32 | 148 | 79  | 4358 | 3671 |
| 4                                                                   | Club Badminton Pitiús                | 27     | 14 | 9  | 5  | 50 | 48 | 116 | 105 | 3909 | 3884 |
| 5                                                                   | Club Bádminton Arjonilla             | 18     | 14 | 6  | 8  | 47 | 51 | 108 | 118 | 3979 | 4096 |
| 6                                                                   | Club Bádminton San Fernando Valencia | 12     | 14 | 4  | 10 | 35 | 63 | 82  | 142 | 3783 | 4267 |
| 7                                                                   | CD Bádminton Benalmádena             | 6      | 14 | 2  | 12 | 31 | 67 | 74  | 145 | 3555 | 4174 |
| 8                                                                   | Club Bádminton Alicante              | 6      | 14 | 2  | 12 | 30 | 68 | 79  | 144 | 3686 | 4269 |
| Fuente: Federación Española de Bádminton (actualización automática) |                                      |        |    |    |    |    |    |     |     |      |      |